# Конференције у Другом светском рату
Следи списак савезничких конференција у Другом светском рату.
| Име                                                        | Локација         | Датум                                 | Главни учесници | Резултат |
| ---------------------------------------------------------- | ---------------- | ------------------------------------- | --- | --- |
| Конференција штабова САД-Британије                         | Вашингтон        | 29. јануар - 27. март 1941.           | САД, Британски и Канадски војни персонал                                                                                           | Успостављење основних уговора за улазак САД у рат |
| Атлантска конференција                                     | Њуфаундленд      | 9. август - 12. август 1941.          | Винстон Черчил, Френклин Рузвелт, Хопкинс                                                                                          | Атлантска повеља, предлог за конференцију о помоћи Совјетском Савезу                                                                                                 |
| Конференција у Москви                                      | Москва           | 29. септембар - 1. октобар 1941.      | Јосиф Стаљин, Ејверел Хариман, Бивербрук, Вјачеслав Молотов                                                                        | Савезничка помоћ Совјетском Савезу |
| Прва вашингтонска конференција                             | Вашингтон        | 22. децембар 1941. - 14. јануар 1942. | Винстон Черчил, Френклин Рузвелт                                                                                                   | Европа прво |
| Друга вашингтонска конференција                            | Вашингтон        | 20. - 25. јун 1942.                   | Винстон Черчил, Френклин Рузвелт                                                                                                   | Приоритет отварање другог фронта у северној Африци |
| Друга московска конференција                               | Москва           | 12. - 17. август 1942.                | Винстон Черчил, Јосиф Стаљин, Ејверел Хариман                                                                                      | Дискутовање разлога за северноафричку кампању пре преласка Ламанша, англо-совјетски пакт за размену информација и технологија                                        |
| Конференција у Шаршалу                                     | Шаршал, Алжир    | 21. - 22. октобар 1942.               | Кларк (САД) и Шарл Маст (Виши Француска)                                                                                           | Тајна конференција пре почетка Операције Бакља, у којима неки команданти Вишијевске Француске нису пристали да се не одупру савезничком искрцавању у Мароку и Алжиру |
| Конференција у Казабланци                                  | Казабланка       | 14. - 24. јануар 1943.                | Винстон Черчил, Френклин Рузвелт, Шарл де Гол, Анри Жиро                                                                           | План за савезничку кампању у Италији и за прелазак Ламанша у 1944, декларација за безусловну предају сила Осовина                                                    |
| Трећа вашингтонска конференција                            | Вашингтон        | 12. - 27. мај 1943.                   | Винстон Черчил, Френклин Рузвелт, Џорџ Маршал                                                                                      | План за Италијанску кампању, појачање бомбардовања Немачке и рата на Пацифику                                                                                        |
| Конференција у Квебеку                                     | Квебек, Канада   | 17. - 24. август 1943.                | Винстон Черчил, Френклин Рузвелт, Макензи Кинг                                                                                     | Д-дан померен за 1944, реорганизација команде у југоисточној Азији, тајни договор у Квебеку за ограничење нуклеарне енергије                                         |
| Трећа московска конференција                               | Москва           | 18. октобар - 1. новембар 1943.       | Министри спољних послова Хал, Ентони Идн, Вјачеслав Молотов, Бингчанг и Јосиф Стаљин                                               | Московска декларација |
| Конференција у Каиру                                       | Каиро, Египат    | 23. - 26. новембар 1943.              | Винстон Черчил, Френклин Рузвелт, Чанг Кај Шек                                                                                     | Декларација у Каиру за послератну Азију |
| Техеранска конференција                                    | Техеран, Иран    | 28. новембар - 1. децембар 1943.      | Винстон Черчил, Френклин Рузвелт, Јосиф Стаљин                                                                                     | Први скуп велике тројке, план за коначну стратегију уништења Нацистичке Немачке и одређивање Д-дана                                                                  |
| Друга конференција у Каиру                                 | Каиро, Египат    | 4. - 6. децембар 1943.                | Винстон Черчил, Френклин Рузвелт, Мустафа Исмет Инени                                                                              | Договор о успостављењу савезничких ваздушних база у Турској, одлагање операције против Јапана у Бурми                                                                |
| Британска конференција премијера Комонвелта                | Лондон, Енглеска | 1. - 16. мај 1944.                    | Винстон Черчил, John Curtin (Australia), Peter Fraser (New Zealand), Mackenzie King (Canada) and General Jan Smuts (South Africa). | Подршка британског комонвелта Московској декларацији |
| Конференција у Бретон Вудсу                                | Бретон Вудс      | 1. - 15. јул 1944.                    | представници 44 нација | Успостављење ММФ-а и Међународне банке за реконструкцију и развој |
| Конференција у Дамбартон Оуксу                             | Вашингтон        | 21. - 29. август 1944.                | делегације 39 нација | Успостављење УН |
| Друга конференција у Квебеку                               | Квебек, Канада   | 12. - 16. септембар 1944.             | Черчил, Рузвелт, Макензи Кинг | Morgenthau Plan for postwar Germany, other war plans, Hyde Park Agreement                                                                                            |
| Четврта московска конференција                             | Москва           | 9. октобар 1944.                      | Черчил, Стаљин, Молотов, Иден | Успостављење послератних сфера утицаја у Источној Европи и на Балканском полуострву                                                                                  |
| Конференција на Малти                                      | Малта            | 30. јануар - 2. фебруар 1945.         | Черчил, Рузвелт | Припреме за Јалту |
| Конференција на Јалти                                      | Јалта            | 4. - 11. фебруар 1945.                | Черчил, Рузвелт, Стаљин | финални план за пораз немачке, планови о послератној Европи, услови за улазак СССР у рат са Јапаном                                                                  |
| Конференција Уједињених нација о међународној организацији | Сан Франциско    | 25. април - 26. јун 1945.             | представници 50 нација | Повеља Уједињених нација |
| Потсдамска конференција                                    | Потсдам, Немачка | 17. јул - 2. август 1945.             | Черчил, Стаљин, Труман, Клемент Атли                                                                                               | Потсдамска декларација за безусловну предају Јапана, Потсдамски споразум за политику према Немачкој                                                                  |